# Lappkärrlöpare
Lappkärrlöpare (Agonum consimile) är en skalbaggsart som beskrevs av Leonard Gyllenhaal. Lappkärrlöpare ingår i släktet Agonum och familjen jordlöpare. Arten är reproducerande i Sverige. Inga underarter finns listade i Catalogue of Life.